# 正东镇
震东乡，是中华人民共和国四川省泸州市叙永县下辖的一个乡镇级行政单位。

## 行政区划
震东乡下辖以下地区：
震东社区、西湖村、落业村、中寨村、团山村、伏龙村、兴龙村、林宝村、永兴村、石桩村、阳坪村和普市村。

## 中国传统村落
2013年8月，灯盏坪古村被评为第二批中国传统村落。